# Yoshihiro Murai
Yoshihiro Murai (村井嘉浩, Murai Yoshihiro) és un polític i militar de carrera japonés, així com l'actual governador de la prefectura de Miyagi des de l'any 2005. Anteriorment va exercir com a capità de les Forces d'Autodefensa del Japó des de 1984 fins a 1992 i com a membre de l'Assemblea Prefectural de Miyagi des de 1995 a 2005 a les llistes del Partit Liberal Democràtic. Murai és nadiu de la ciutat de Toyonaka, a la prefectura d'Osaka. Actualment, a data de 2020, Murai es troba ja a la quarta legislatura del seu càrrec de governador.